# Vĩnh Châu B
Vĩnh Châu B là một xã thuộc huyện Tân Hưng, tỉnh Long An, Việt Nam.

## Địa lý
Xã Vĩnh Châu B có diện tích 30,74 km², dân số năm 1999 là 2.271 người, mật độ dân số đạt 74 người/km².

## Hành chính
Xã Vĩnh Châu B được chia thành 3 ấp: 2, 4, 5.

## Lịch sử
Ngày 18 tháng 7 năm 2019, HĐND tỉnh Long An ban hành Nghị quyết số 43/NQ-HĐND về việc:
- Sáp nhập Ấp 1 vào Ấp 4.
- Sáp nhập Ấp 3 vào Ấp 2.